# 孔雀眼
孔雀眼（JADE EYES），台灣女子電子迷幻樂團，成立於2014年，成員為主唱兼貝斯兼合成器的令晴、吉他手林依璇。

## 略歷
孔雀眼成軍一年後，發表首張同名專輯，同年入選臺灣指標性樂團活動「The Next Big Thing 大團誕生」；2016年獲選The Next Big Thing大團誕生「年度十大新星」、入圍第七屆金音創作獎「最佳電音專輯」。
2017年3月，受邀代表臺灣參加參演位於美國德州奧斯汀的SXSW西南偏南音樂節，並於7月發行概念專輯《迷戀 ADDICT》。
2024年4月，擔任數位編曲的雨欣宣布離團。

## 巡迴演出
- 2021 《日後常相見》中國大陸十四城巡迴
- 2019 《渴望二巡》中國大陸十城巡迴
- 2019 《渴望》中國大陸十城巡迴
- 2017 《迷戀》中國大陸十城巡迴
- 2016 Hello Nico《閉上眼睛》:擔任十場中國巡迴嘉賓

## 發行作品
- 2021 《懸崖》(單曲)
- 2020 《未撥來電》(單曲)
- 2020 《你會有報應》(單曲)
- 2019 《渴望》(EP)
- 2017 《迷戀》(專輯)
- 2015 《JADE EYES 孔雀眼》(迷你專輯)

## 海外音樂節
- 加拿大音樂週(Canadian Music Week)
- 加拿大東北偏北音樂節(NXNE Music Festival)
- 新加坡 BayBeats 音樂節
- 馬來⻄亞城市巨響音樂節
- 北京天漠音樂節
- 上海簡單生活音樂節
- 成都仙人掌音樂節
- 成都影響城市之聲音樂節
- 山⻄草莓音樂節
- 南京星巢秘境音樂節

## 獎項
- 2016 第七屆金音創作獎【最佳電音專輯】（提名）
- 2018 第九屆金音創作獎【最佳電音專輯】（提名）
- 2018 第九屆金音創作獎【最佳電音單曲】（提名）
- 2018 第十一屆 Freshmusic Awards【年度十大專輯】（提名）
- 2018 第七屆阿比鹿音樂獎【年度唱片】（提名）

## 外部連結
- 孔雀眼的Facebook專頁